# ذكاء الحيوانات

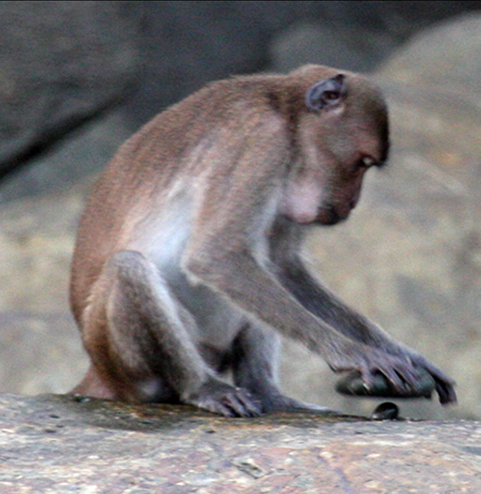

يشير مصطلح الذكاء الحيواني إلى القدرات الإدراكية الحيوانية ودراستها. وأدى هذا الموضوع إلى ظهور العديد من الدراسات التي تقدم نتائجها إلى فهم أفضل لعالم الحيوان وأيضا للمسارات التي تؤدي لدراسة الذكاء البشري. وأظهرت التجارب العلمية  على سبيل المثال بأن أطفال البشرعلى قدم المساواة مع الحيوانات عندما يتعلق الأمر بعمليات حسابية بسيطة: بهذا الاكتشاف المدهش سلطت الأضواء على أهمية البحوث المختصة بالذكاء الحيواني. تتميز مجموعة مختلفة من الحيوانات عن طريق قدراتهم الإدراكية وذلك كما ذكر في بحوث مختصة في علم السلوك الإدراكي. هناك حيوانات تستطيع التعرف على أنفسها أمام المرآة مثل: القرود والدلافين والغربان (طائر العقعق والغداف)، وهناك حيوانات تستطيع صنع الاشياء مثل: الشامبانزي والغراب. الببغاء أيضا يستطيع إجراء محادثة منظمة، استيعابها للكلمات من الصفر، وقادرة على التواصل بأكثر من 800 كلمة. بالنسبة للفيلة فهي تتصرف بسلوك غريب عندما تحتضر، وأيضا الحيتان لديها لغة معقدة. وبالنسبة للحيوانات الأخرى مثل: الفئران والخنازير والأخطبوطات لها باحثين مختصين بطريقة تفكيرها.
لدى بعض الحيوانات منظمة إجتماعية معينة وتدعى هذه المنظمة بـ (الطبقة العليا في عالم الحيوان) وهذه الحيوانات محدودة الذكاء ولكنها قادرة على تشكيل مجتمعات والتأقلم عندما تكون في مجموعات، وهذا ما يسمى بالذكاء الجماعي، وأقرب مثال لهذا الأمر عالم الحشرات.

## التعريف
هناك فرق بين «الذكاء» كمفهوم مجرد، و «السلوك الذكي» وهي ظاهرتان يمكن ملاحظتهما وقياسهما. فالذكاء ليس ذو خاصية حيوية مثل حجم الدماغ، ولكنه فكرة مجردة مبنية على أحكام تقديرية حول سلوك الكائن. وتحدد نتائج التجارب بطريقة أو بأخرى درجة الذكاء إذا كانت مرتفعة أو منخفضة. إذ رأى المراقب بأن النوع الذي لديه كم كافي من الصفات السلوكية التي تميزها عن غيره بحسب فهمه، فسيتم تصنيف هذا النوع بأنه ذكي إلى حد ما.
يوصف جزء كبير من مجال الذكاء الحيواني وأنه تحت مسمى (إدراك الحيوان). تدعى أيضا بعلم السلوك الإدراكي ، وهذا المجال يقوم بدراسة القدرات العقلية الحديثة لدى الحيوانات فقط. وتم تطوير المسمى إلى علم النفس المقارن، المعروف باسم علم النفس التمايزي، المتأثرة بقوة من نهج علم سلوك الحيوان وعلم البيئة السلوكية وعلم النفس التطوري.
من مزايا دراسة الإدراك الحيواني هو محاولة لفهم آثارها على اختيار البيئة والغزو أو التنوع الحيوي، أمثلة على مظاهر مختلفة من الإدراك: الإستكشاف والخوف والابتكار والتعلم بشكل ذاتي أو جماعي واستخدام الأدوات والتبادل والتحالفات لها تأثير على العلاقات الاجتماعية وأيضا اختيار الغذاء أو الاستجابة على الاضطرابات البيئية التي يتسبب بها البشر.
وفيما يتعلق بالغذاء، فقد كشفت من بحوث عالم البيئة أليكس كاكلينك بجامعة أكسفورد، ملحوظة على بعض الطيورالتي باستطاعتها تذكر الماضي. ووضح أليكس في مقالة بأن الطائر المقلد لديه القدرة على تذكر أماكن الأطعمة التي يخفيها بحيث يعود لأخذها مرة أخرى في وقت معين حتى لا تتعفن. ويقولون علماء النفس الإدراكي الذين يهتمون للبشر بأن هذه قدرة تسمى بالذاكرة العرضية.
يختلف الإدراك من نوع إلى آخر، وتترواح من بسيطة التعلم كاللافقاريات إلى أشكال أكثر تعقيدا مثل: النحل والأخطبوط والغربان والقرود والحيتان المسننة. فعندما تختبر الحيوانات لتحديد قدرتهم على تعلم قاعدة عامة، يتم الحصول على أفضل النتائج من قبل البشر، وعلى حد أقل من قبل أبناء عمومتهم الرئيسيات.
وغالبا ما تستخدم كمثال للذكاء الحيواني في حالة السلوك المناسب أو المعقد للغاية. كبعض السلوكيات الجماعية للحشرات وبناء الطير للعش أو حتى استخدام أو صناعة الأدوات، تدخل أيضا من ضمن هذا الإطار. من المثير للإعجاب أيضا، أن هذه الأمثلة ليست بالضرورة أن تدل على السلوك الذكي. ومن الممكن أن تكون الظواهر لبرامج متطورة حسية. ما يميز السلوك الذكي، كما تم تعريفها من قبل البشر، أنه يجب أن تكون تتناسب ردة فعل الفرد أمام التحديات الجديدة للبقاء على قيد الحياة، وربما عن كيفية نقل معلوماته أو معارفه إلى بني جنسه. ومع ذلك، يقول كلايف وين، الذي درس الإدراك للحمام في جامعة فلوريدا، أن هذا التعريف قد يكون غير شامل وغير مؤهل لتمثيل ذكاء الحيوانات (بإستثناء الإنسان). وقال كلايف بأن الأخصائيين النفسيين للإدارك البشري في بعض الأحيان إذا توقفوا عن استنتاج التعريفات، ينسون كيف أن الحيوانات اكتشاف مدهش.
بيد أنها تظل تركز دراسة الإدراك الحيواني في جزء منه، على دراسة المسائل التالية: هل من الممكن أن يتكيف هذا الحيوان بأساليبه بناء أعشاش معقدة، على سبيل المثال، استخدام مواد جديدة لتعويض غياب المواد المعتادة؟، هل يستطيع العثور على مصدر جديد للمواد الغذائية التي يمكن الوصول إليها نسبيا، عندما تجف المصادر التقليدية؟ هل من الممكن أن تتعلم بسرعة أساليب جديدة لتتجنب الحيوانات المفرسة، أو الرد على الافتراس بشكل مبتكر؟